# Habitatge al carrer Mulleres, 4 (Olot)
L'habitatge al carrer Mulleres, 4 és una casa eclèctica d'Olot (Garrotxa) inclosa a l'Inventari del Patrimoni Arquitectònic de Catalunya.

## Descripció
És una casa de planta rectangular, amb teulat a dues aigües. Disposa de planta baixa i dos pisos superiors. L'estructura de la casa segueix un clar eix de simetria; la planta baixa té en la part central la porta d'accés rematada per un reixat amb poms de flors, i dues finestres a cada costat. Els dos pisos superiors tenen cadascun dues finestres i dues àmplies balconades. Aquestes darreres disposen d'unes baranes molt treballades, amb motius florals i vegetals; les del pis superior foren substituïdes per les actuals baranes, més senzilles.

## Història
La urbanització del carrer Mulleres va tenir lloc a la segona meitat del segle xix. Són cases amb alguns elements clàssics, però que donen pas a una arquitectura molt més historicista i eclèctica. Obres interessants d'aquest moment són la plaça de Braus, la urbanització de l'Horta del Carme, el Teatre o certes esglésies i capelles, encara que les obres més importants i de més envergadura són la Plaça Clarà i el Passeig de Barcelona. A algunes de les cases del carrer Mulleres intervingueren mestres d'obres importants com ara J. Salvat, J. Cordomí o E. Pujol.